# 万卡乡
万卡乡，旧译曼卡乡、万佧乡，是缅甸掸邦东部第四特区色勒县下辖的一个乡。

## 地理
万卡乡位于色勒县西部，东接色勒乡，西北接瑙侯乡，西接缅控区勐养城区，南接德劳乡。

## 区划沿革
2018年9月，第四特区政府从万卡乡析置德劳乡。

## 行政区划
万卡乡下辖以下村寨：
- 万卡村（ဝမ်ခါးရွာ）[4]
- 万蚌村（ဝမ်ပုံရွာ）
- 万养村[5]
- 万忠村（ဝမ်ကျုံရွာ）[6]
- 万派村（ဝမ်ဖိုင်ရွာ）[7]
- 万秀村[8]
- 万赛村（ဝမ်ဆိုင်းရွာ）[9]
- 万伊村[10]
- 巴伞东村
- 巴伞迈村（ပါဆန်ဝမ်မိုင်ရွာ）
- 巴伞龙村（ပါဆန်ဝမ်လုံရွာ）[11]
- 养董村（ယန်းတောင်းရွာ）[12]
- 养堡村（养保村）[13]
- 顺广村（ဆွန်ကောင်းရွာ）[14]
- 回不村[15]
- 弄腊村[16]

## 教育
万卡乡境内有巴伞小学等乡村学校。